# Tiền tệ Đức
Tiền tệ Đức là những hình thức tiền tệ được nhà nước Đức phát hành.

## Chứng chỉ cho vay
Chứng chỉ cho vay (Darhlenskassenschein) là loại tiền được cục cho vay (Darhlenskassen) phát hành năm 1914 nhằm giải vấn đề thiếu hụt kim loại để đúc tiền xu. Chứng chỉ cho vay về mặt phái lý không phải là tiền chính thức, nhưng nó vẫn được lưu hành rộng rãi song song với giấy bạc nhà nước (Reichbanknote) để trao đổi mua bán tại Đức và những vùng đế chế Đức chiếm được (Lithuania, vâng vâng).
Năm 1914, nước Đức bước vào cuộc chiến tranh thế giới thứ nhất. Chính phủ một mặt cần sử dụng toàn bộ các loại kim loại cho ngành công nghiệp quốc phòng, gây ra thiếu hụt kim loại để đúc tiền mệnh giá nhỏ, mặt khác lại cần phát hành tiền gấp để chi phí cho quân sự. Dự trứ kim loại quý và ngoại tệ trong nước dần dần cạn kiêt. Trong tình trạng khẩn cấp như vậy, chính phủ ban bố pháp lệnh thành lập Phòng phát hành trái phiếu mệnh giá nhỏ (Dahlehrskassen) vào ngày 4 tháng 8 năm 1914. Cơ quan tài chính mới thành lập này dùng hàng hóa công nghiệp và nông nghiệp làm tài sản thế chấp cho vay dưới hình thức phát hành chứng chỉ cho vay có mệnh giá từ 1 Mác đến 50 Mác. Người dùng nó có thể trực tiếp đổi thành tiền chính thức tại tất cả các cơ quan tài chính ở tất cả các bang trong nước Đức. Vì vậy, chứng chỉ cho vay được sử dụng rộng rãi trên toàn quốc, và có thể trực tiếp hoán đổi thành tiền. Những chứng chỉ này dùng để thay thế cho tiền xu, đặc biệt là các chứng chỉ có mệnh giá 1,2 và 5 Mác, giải quyết cắp bách nhu cầu sử dụng kim loại để đúc vũ khí phục vụ cho tiền tuyến..
Ban đầu, tổng giá trị phát hành chứng chỉ cho vay được quy định ở mức 1,5 tỷ Mác mà thôi, nhưng mức hạn chế này bị vượt qua vào năm 1916, đến năm 1918 tổng giá trị trái phiếu đang lưu hành đã đạt đến 101 tỷ Mác. Sau chiến tranh, kinh tế Đức rơi vào tình trạng khủng hoảng, vật giá tăng vọt khiến chứng chỉ mất giá nhanh chóng. Do gánh nặng phải đền bù chiến phí quy định theo hiệp ước Versailles ký năm 1919, chính phủ Đức buộc phải cho in thêm tiền, gây ra cuộc đại lạm phát năm 1923. Tính đến tháng 5 năm đó, toàn bộ chứng chỉ cho vay phát hành từ năm 1914 đã hoàn toàn mất giá tri. Phải đến ngày 30 tháng 4 năm 1924 chính phủ mới quyết định chấm dứt lưu thông chứng chỉ.